# William Vesey-FitzGerald
Sir William Robert Seymour Vesey-FitzGerald GCSI , GCIE , PC (1818 – 28 de junio de 1885) fue un político británico y administrador colonial.  Se desempeñó como Subsecretario de Estado para Asuntos Exteriores entre 1858 y 1859 y como Gobernador de Bombay entre 1867 y 1872.  Normalmente usaba el primer nombre Seymour en lugar de William o Robert. 

## Antecedentes y educación
FitzGerald era el hijo ilegítimo de William Vesey-FitzGerald, el segundo barón FitzGerald y Vesey .  Se educó en Christ Church, Oxford y Oriel College, Oxford , donde se graduó con un título en Clásicos en 1837.

## Carrera política
FitzGerald fue elegido miembro de Horsham en 1848, pero fue destituido a petición.  En 1852, nuevamente fue elegido para Horsham y pudo ocupar el escaño hasta 1865.  Se desempeñó bajo el Conde de Derby como Subsecretario de Estado para Asuntos Exteriores entre 1858 y 1859.  En 1866 fue nombrado gobernador de Bombay ,  admitido en el Consejo Privado  y nombrado comandante de la Orden de la Estrella de la India de Caballero y Gran Comandante de la Orden del Imperio de la India .  A su regreso a Gran Bretaña, nuevamente representó a Horsham en el parlamento desde 1874 hasta 1875.  En 1875, fue nombrado Comisario Jefe de la Caridad.  